# Morazán (Yoro)
Morazán é uma cidade de Honduras localizada no departamento de Yoro.